# Southgate (stanice metra v Londýně)
Southgate je stanice metra v Londýně, otevřená 13. března 1933. Jméno stanice bylo vybíráno veřejností, jiné alternativy zněly : Chase Side a Southgate Central. Stanice se nachází na lince :
- Piccadilly Line (mezi stanicemi Oakwood a Arnos Grove)

| Rok  | Počet cestujících |
| ---- | ----------------- |
| 2011 | 4,91 mil          |
| 2012 | 4,88 mil          |
| 2013 | 5,39 mil          |
| 2014 | 5,63 mil          |